# 1991年バレーボール男子アジア選手権
1991年バレーボール男子アジア選手権（英: 1991 Asian Men's Volleyball Championship）は、1991年8月11日から8月18日にかけてオーストラリアのパースで開催された、アジアバレーボール連盟主催の第6回バレーボールアジア選手権男子大会。
出場国は15カ国。日本が2大会ぶり4回目の優勝を飾った。

## 最終結果
| 順位 | 国                   |
| ---- | -------------------- |
| 1    | 日本                 |
| 2    | 韓国                 |
| 3    | 中国                 |
| 4    | オーストラリア       |
| 5    | チャイニーズタイペイ |
| 6    | インドネシア         |
| 7    | イラン               |
| 8    | パキスタン           |
| 9    | タイ                 |
| 10   | インド               |
| 11   | 北朝鮮               |
| 12   | ニュージーランド     |
| 13   | サウジアラビア       |
| 14   | アラブ首長国連邦     |
| 15   | サモア               |